# Johann von Türckheim (Diplomat)

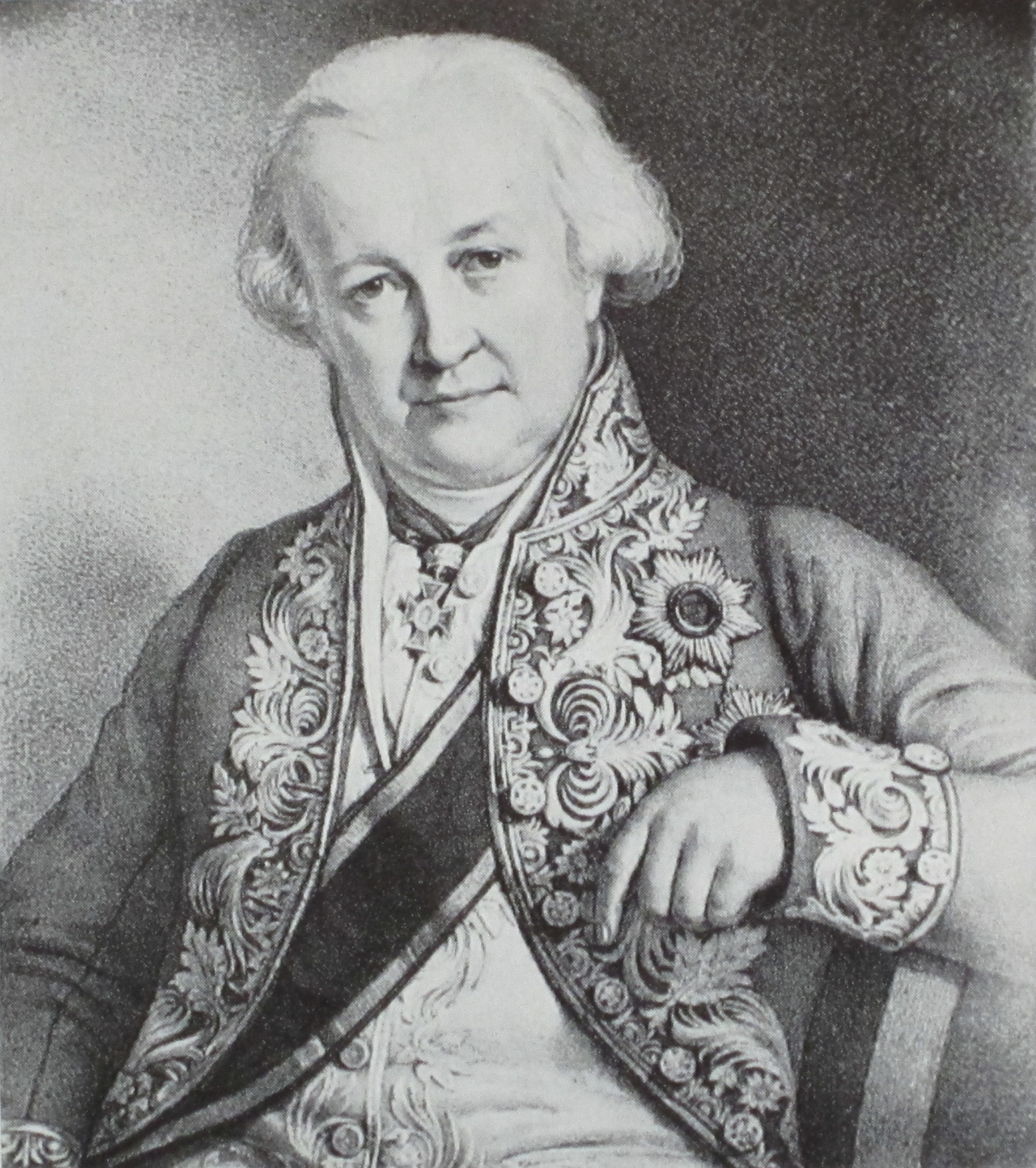
Johann von Türckheim

Johann Freiherr von Türckheim zu Altdorf (* 10. November 1749 in Straßburg; † 28. Januar 1824) war ein deutscher Diplomat und Genealoge.

## Herkunft und Familie
Johann von Türckheim war der älteste Sohn des gleichnamigen Vaters Johann von Türckheim (1707–1793), der 1782 von Kaiser Joseph II. in Anerkennung seiner Verdienste um das deutsche Reich in den Reichsfreiherrnstand erhoben wurde. Die Mutter war Maria Magdalene geborene Henneberg (1720–1793), die Tochter des Kauf- und Handelsherren in Straßburg, Bankiers und Archivars der Stadt Straßburg, Johann Bernhard Henneberg und der Margarete Salome geborene Bischoff. Einer seiner Brüder war Bernhard Friedrich von Türckheim (1752–1831). 
Johann von Türckheim war verheiratet mit Klara Dorothea von Seufferheld (1759–1829) und hatte mit ihr acht Kinder, u. a. den späteren Beamten und Politiker Johann von Türckheim (1778–1847), ein anderer der hessen-darmstädtischer Diplomat Ferdinand August Josef Freiherr von Türckheim (1789–1848).

## Leben
Johann Türckheim besuchte das Straßburger Gymnasium, studierte Jura, wurde promoviert und ging dann auf Bildungsreise durch Frankreich, die Schweiz und das südliche Deutschland. Ab 1774 übernahm er öffentliche Ämter in der Verwaltung von Straßburg. 1787 wurde Türckheim von Ludwig XVI. in die Provinzialstände des Elsasses berufen. Beim Ausbruch der Revolution wurde Türckheim von den Straßburger Bürgern als Vertreter des Dritten Standes in die Nationalversammlung gewählt und trat hier für die Beibehaltung der deutschen Verfassung für die Stadt Straßburg ein. Nach den Ereignissen vom 5./6. Oktober 1789 legte er sein Mandat nieder und ging wenig später für immer nach Deutschland.
Schon 1783 war Türckheim auch Geheimer Rat von Nassau-Usingen geworden. 1796 wurde er Gesandter der sächsischen Höfe und von Hessen-Kassel beim Fränkischen Kreis. Er trat in die Dienste des hessischen Landgrafen Ludwig X., wurde 1803 dessen Gesandter beim Reichstag in Regensburg, war 1814 dessen Bevollmächtigter im Hauptquartier der Alliierten und nahm am Wiener Kongress teil.
Im Alter von 70 Jahren zog sich Türckheim aus der Politik zurück und lebte auf seinem Gut Altdorf.

## Schriften
- De Jure legislatorio Merovaeorum et Carolingorum Galliae regum circa sacra. 1771/72 (Diss.)
  - Band 1 Google Books
  - Band 2 Google Books
- Mémoire de droit public sur la ville de Strasbourg et l'Alsace en générale. 1789
- Abhandlung das Staatsrecht der Stadt Straßburg und des Elsaßes überhaupt betreffend : Aus dem Französischen übersetzt, Straßburg 1789 Digitalisat der Staatsbibliothek Berlin
- Tablettes généalogiques des illustres maisons des ducs de Zaehringen, marggraves et grands-ducs de Bade. 1810 Google Books
- Histoire généalogique de la maison Souveraine de Hesse depuis les temps les plus reculés jusqu'à nos jours. 2 Bände, Strasbourg 1819/20 (Digitalisat)